# شکستگی گردن
شکستگی گردن (انگلیسی: Cervical fracture) به شکستگی ضایعه‌باری که ممکن است در هرکدام از هفت مهرهٔ گردن رخ دهد گفته می‌شود. از عوامل این نوع شکستگی در انسان می‌توان به تصادفات رانندگی و شیرجه در آبهای کم‌عمق اشاره کرد.
شکستگی گردن می‌تواند موجب آسیب طناب نخاعی شود که بی‌حسی، فلج کامل اندام یا (معمولاً) مرگ آنی را به دنبال دارد.